# Wasserrettung

Motorrettungsboot der Wasserwacht

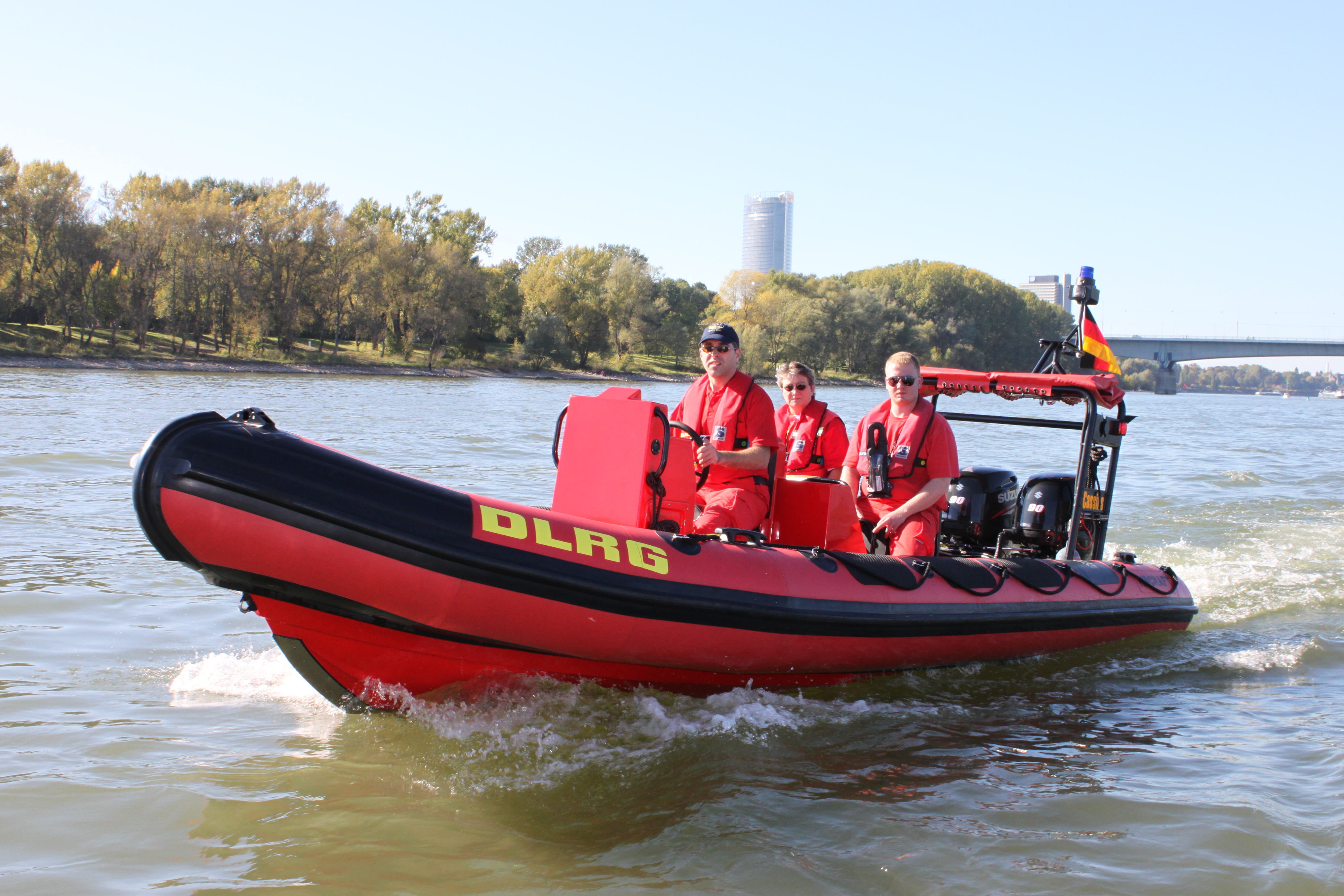
Motorrettungsboot der DLRG Bonn im Einsatz

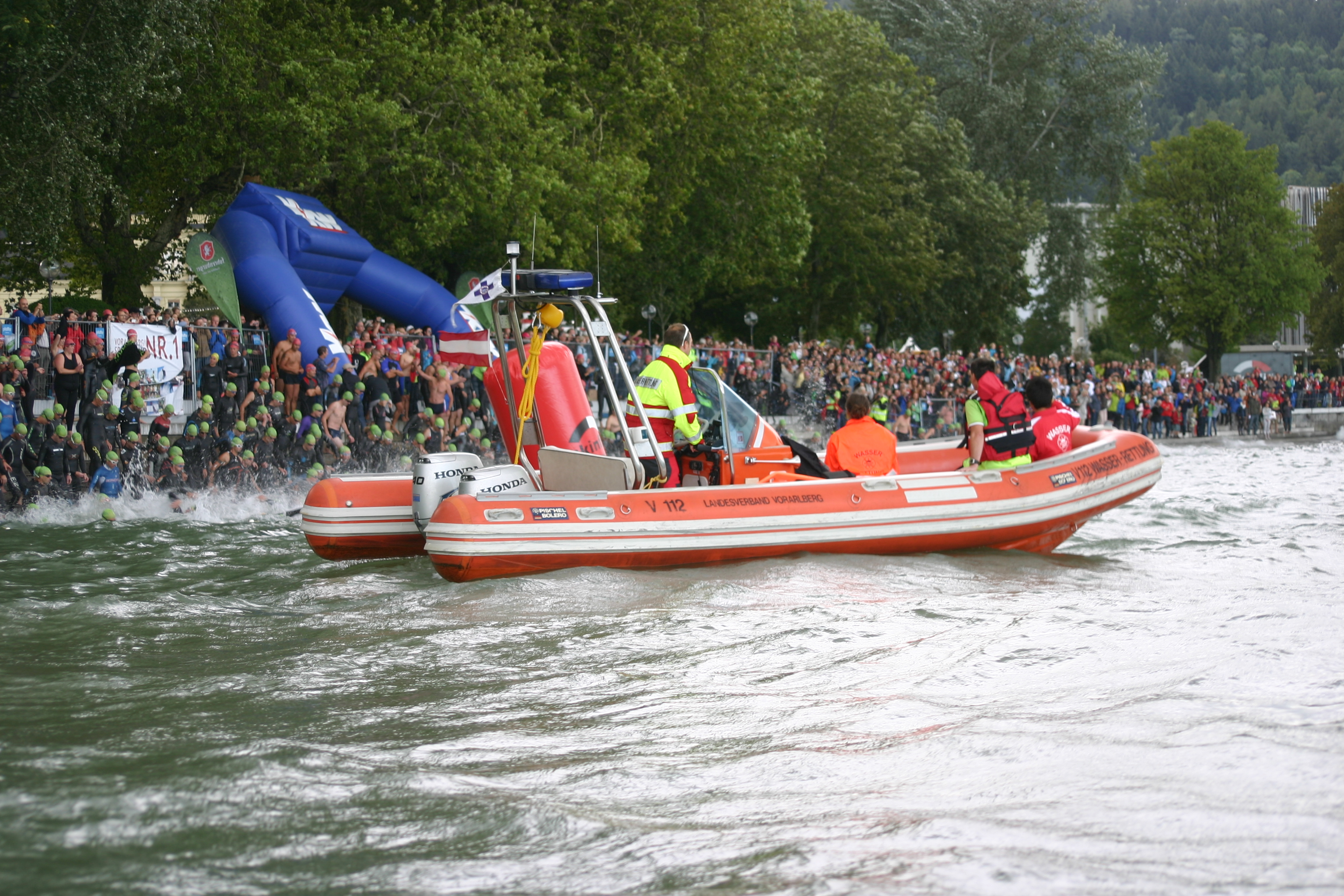
Österreichische Wasserrettung bei einer Sportveranstaltung

Der Begriff Wasserrettung umfasst alle Hilfemaßnahmen bei Bade-, Boots- und Eisunfällen sowie Flugunfällen im Wasser.

## Wasserrettungsdienst
Zur Wasserrettung gehören sämtliche Erste-Hilfe-Leistungen, welche in unmittelbarer Nähe zum Wasser erforderlich sind.
Außerdem werden im Rahmen der Wasserrettung Bergungen von Sachgütern durchgeführt, um Unfälle zu vermeiden sowie im Katastrophenschutz Aufgaben zur Bergung von Unrat und Sicherung von Deichanlagen übernommen.
Der Wasserrettungsdienst wird von Hilfsorganisationen wie beispielsweise in Deutschland durch die Wasserwacht, Johanniter-Unfall-Hilfe, DLRG, den ASB oder die DGzRS sowie in Österreich durch die ÖWR und den ASBÖ übernommen. Diese Organisationen übernehmen oft auch den Sicherungsdienst an ausgewiesenen Badestellen oder bei Veranstaltungen am Wasser.
Der wassergebundene Rettungsdienst wird in Deutschland als Wasserrettungsdienst, kurz WRD, bezeichnet. Im WRD werden Einsatzkräfte und -material organisiert und koordiniert, um möglichst erfolgreiche Hilfemaßnahmen in der Wasserrettung zu erreichen.
Der Wasserrettungsdienst (WRD) wird in Selbstverantwortung, im privaten oder auch öffentlichen Auftrag durchgeführt. In Selbstverantwortung werden von den Wasserrettungsorganisationen Wachaufgaben an Gewässern übernommen, wo kein Auftrag der Kommunen oder von Privatpersonen erteilt wurde. In Schwimmhallen und Freibädern sowie Campingplätzen wird die Aufsicht oftmals von den Wasserrettungsorganisationen oder auch von nicht organisierten Rettungsschwimmern übernommen. In der Regel arbeiten die Organisationen oder Rettungsschwimmer im privaten Auftrag.

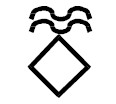
Taktisches Zeichen für das Wasserrettungswesen im Katastrophenschutz

Der öffentliche Auftrag wird teilweise per Gesetz fixiert bzw. von den Kommunen oder Zweckverbänden erteilt. Dazu gehört der Wachdienst an Badestellen an Binnengewässern und Küsten organisiert im örtlichen Wasserrettungsdienst (WRD) oder im deutschlandweit organisierten Zentralen Wasserrettungsdienst Küste (ZWRD-K). In vielen Regionen gibt es mobile Schnelleinsatzgruppen (SEG-Wasserrettung), Wasserrettungszüge oder spezielle First Responder, die bei Wasserunfällen oder im Katastrophenfall alarmiert werden. In einigen Bundesländern sind diese Tätigkeiten im Rahmen der Katastrophenschutzgesetze, der Brandschutz- und Hilfeleistungsgesetze oder der Rettungsdienstgesetze geregelt.
Der klassische Wasserrettungsdienst oder zentrale Wasserrettungsdienst wird hauptsächlich ehrenamtlich und freiwillig von Einsatzkräften der Johanniter-Unfall-Hilfe, DLRG, ASB und Feuerwehr durchgeführt. Hierzu werden die Einsatzkräfte auf Wachtürme, Wasserrettungsstationen, Motorrettungsboote oder anderen Einsatzfahrzeuge eingeteilt und von einer Hauptwache oder Leitstelle zum Einsatz geschickt.
Eine andere Organisationsform ist die Aufstellung sogenannter Wasserrettungsgruppen oder Schnelleinsatzgruppen Wasserrettung (SEG). Diese Einsatzgruppen sind selbstständig einsetzbar und stehen unter der Leitung eines Einsatzleiters Wasserrettung. Die Wasserrettungsgruppen sind in den Wachen der betreibenden Organisation stationiert und rücken bei Alarm zum Einsatzort aus. Im Katastrophenschutz und bei Großschadensereignissen werden diese Gruppen in einem Wasserrettungszug zusammengefasst. Dieses Organisationsmodell mit hohem Technisierungsgrad und verbesserter Personalpräsenz wird vor allem von öffentlich-rechtlichen Rettungsdiensten im Rahmen der allgemeinen Gefahrenabwehr praktiziert.

## Einsatzorte und Aufgaben
Im Wasserrettungsdienst werden Rettungsschwimmer an Flüssen, Binnenseen und den Küsten der Nord- und Ostsee eingesetzt. Die Einsatzkräfte wachen über die Sicherheit der Badegäste und Wassersportler. Zu den wichtigsten Aufgaben zählen die Rettung von Menschen und Tieren aus Wasser- und Eisgefahr, die sanitätsdienstliche Versorgung und Betreuung und die Bergung von Gegenständen, falls diese eine Gefahr darstellen. Der Wasserrettungsdienst sichert auch Einsatzkräfte und Material am und auf dem Wasser ab und hilft bei der Abwendung und Bekämpfung von Katastrophen und Großschadensereignissen mit.
Im Wattenmeer kommen spezielle watfähige Fahrzeuge und Amphibienfahrzeuge zum Einsatz.

## Hilfsmittel

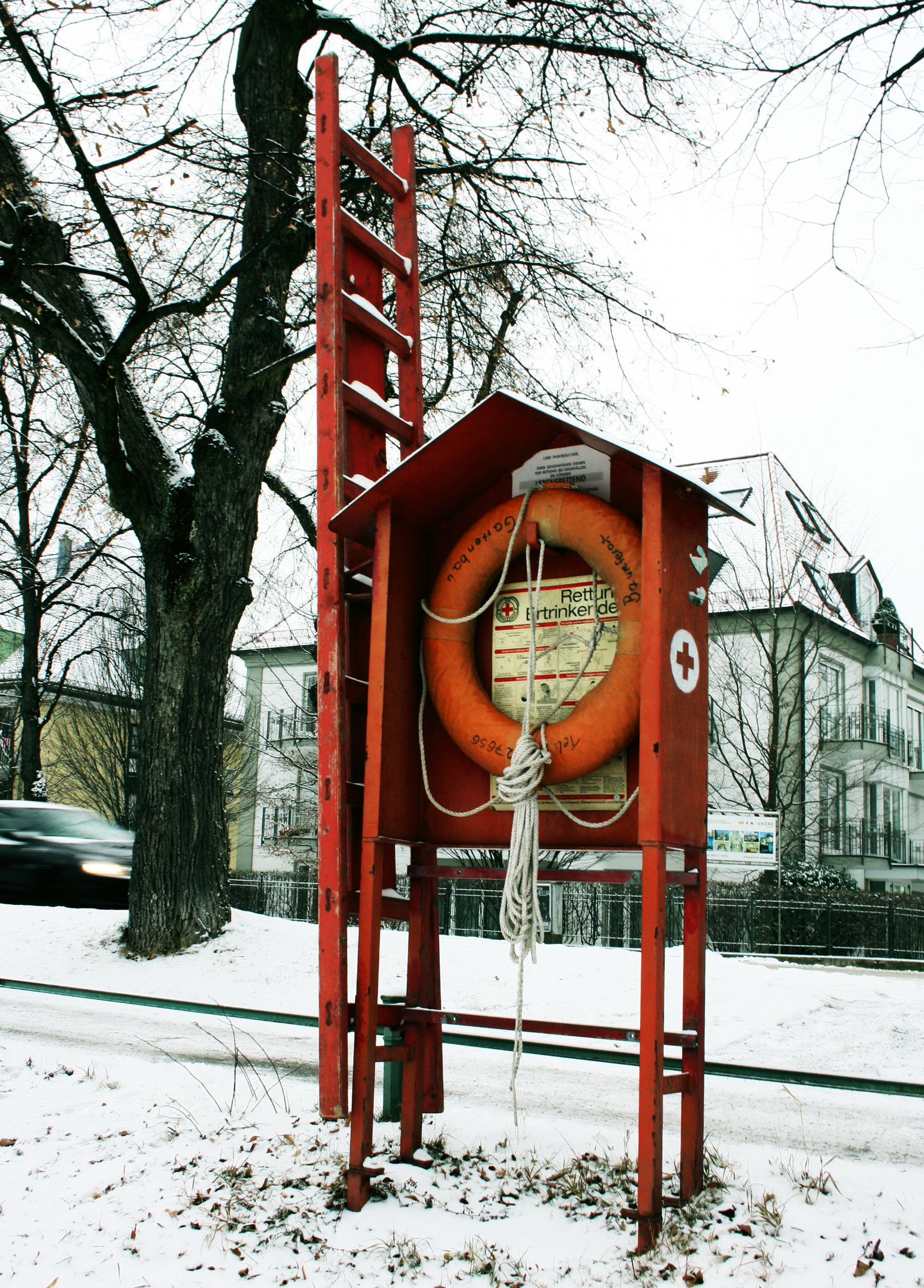
Hilfsmittel zur Wasser- und Eisrettung an einem Kanal

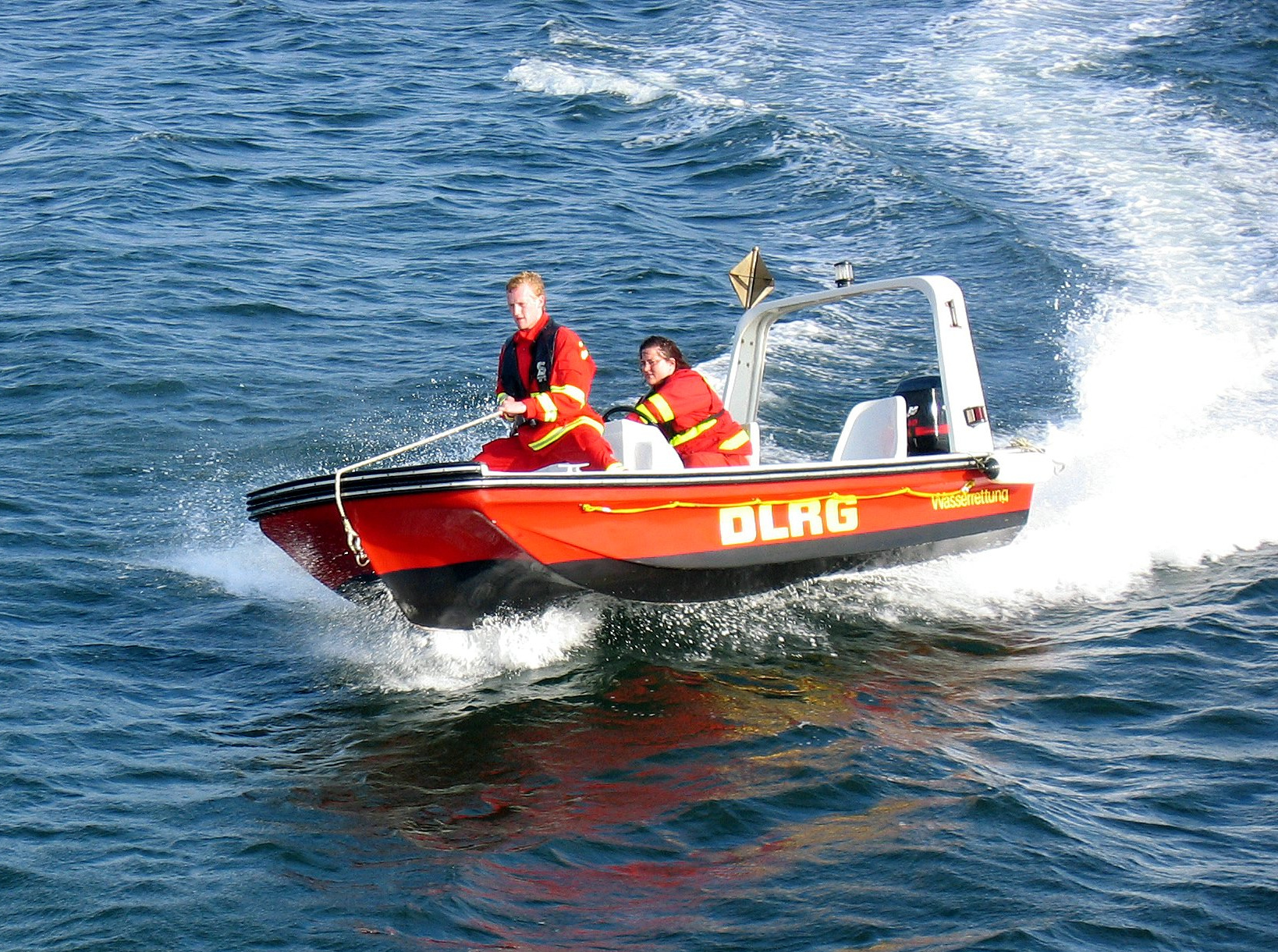
Motorrettungsboot der DLRG

Häufige Hilfsmittel im Wasserrettungsdienst sind:
- Gurtretter
- Motorrettungsboot (Kurzform: MRB)
- Rettungsball
- Rettungsboje
- Rettungsbrett
- Rettungsleine
- Rettungsweste
- Rettungswurfleine
- Rettungsring
- Rettungsstange

## Ausbildung

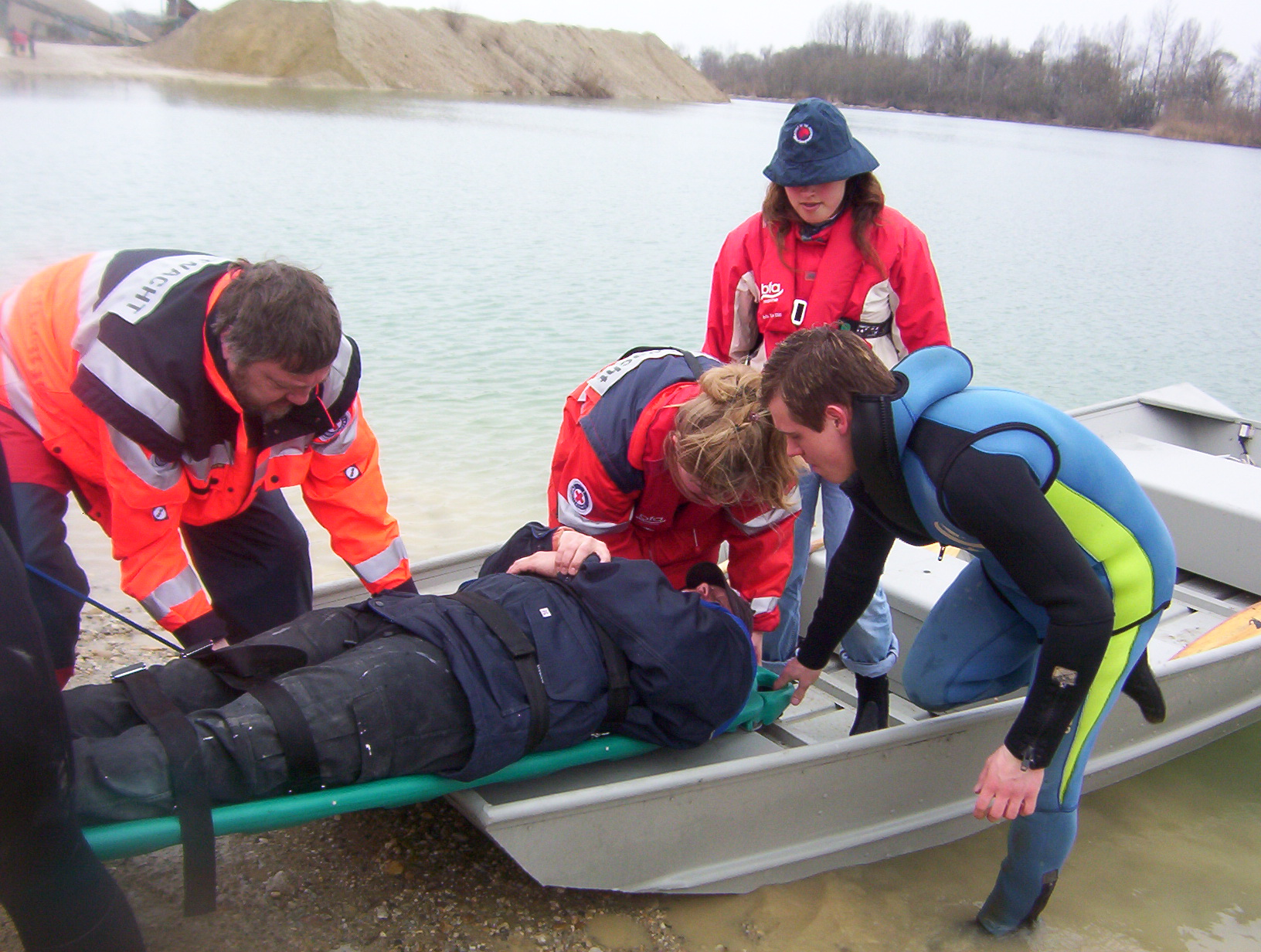
Wasserretter im Einsatz

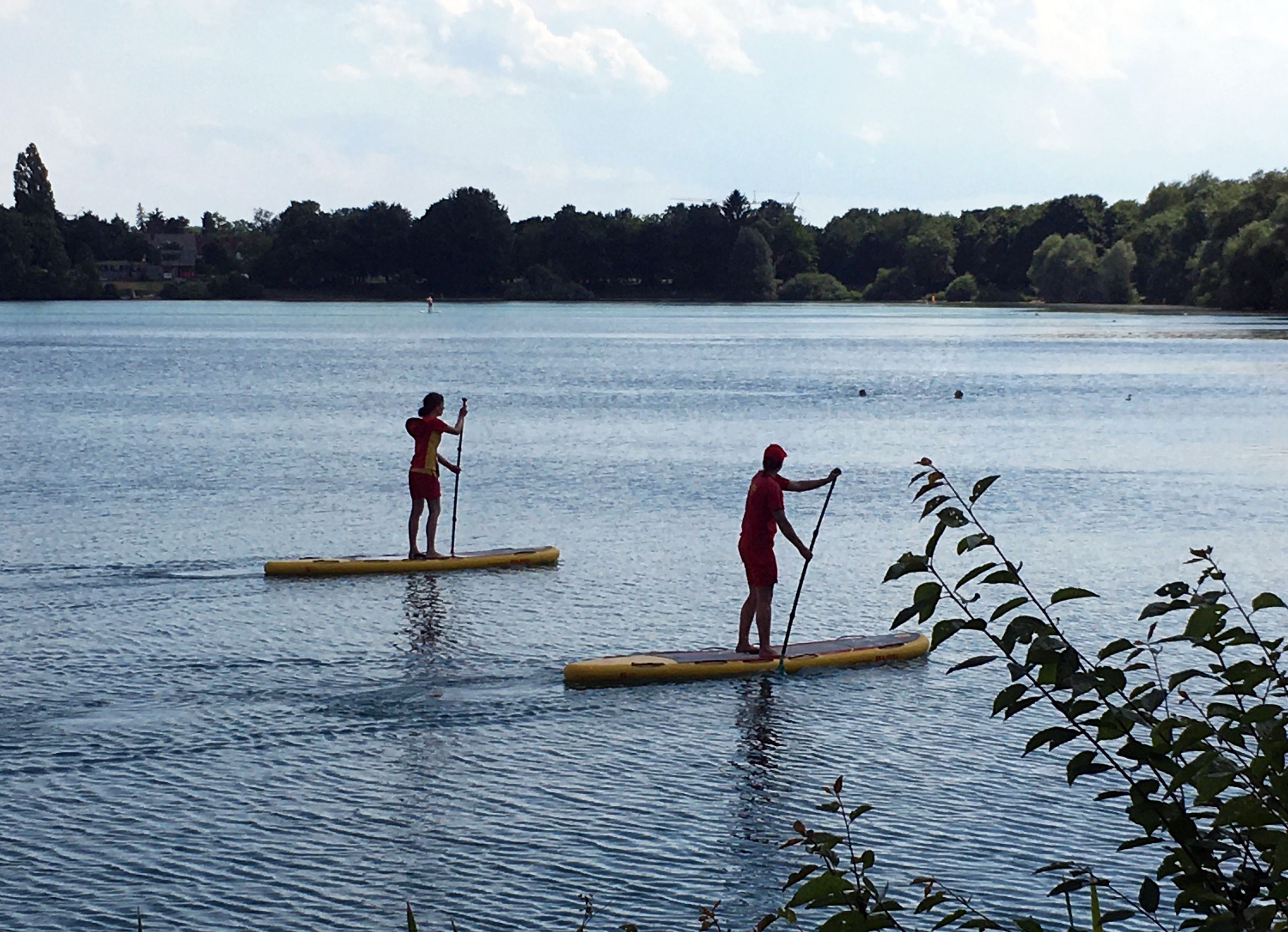
Zwei Rettungsschwimmer der DLRG patrouillieren mit Stand-Up-Paddelbrettern an einem Badesee in München

Zur Erfüllung der Aufgaben werden Rettungsschwimmer aus- und diese dann zu Wasserrettern fortgebildet. Weitergehende Aus- und Fortbildungen zu Fluss-, Strömungs- und Luftrettern, sowie Sanitätern, Funkern, Bootsführern und Rettungstauchern machen die oft notwendige fachliche und manchmal schwierige Hilfe erst möglich.

## Organisationen
- In Deutschland wird der Wasserrettungsdienst von den vier großen Hilfsorganisationen, der Johanniter-Unfall-Hilfe, der Wasserwacht im Deutschen Roten Kreuz, der Deutschen Lebens-Rettungs-Gesellschaft (DLRG) und dem Arbeiter-Samariter-Bund durchgeführt. Die Deutsche Gesellschaft zur Rettung Schiffbrüchiger ist die einzige durch Spenden finanzierte Organisation in der Seenotrettung. Außerdem beteiligen sich auch die Bundesanstalt Technisches Hilfswerk (THW), die Feuerwehr, die Organisationen Freiwilliger Seenot-Dienst (FSD) an der Wasserrettung.

- Die Wasserrettung wird in Österreich ebenfalls durch mehrere Organisationen durchgeführt. Es gibt die Organisationen Österreichische Wasserrettung (ÖWR), Arbeiter-Samariter-Bund Österreichs (ASBÖ) und Österreichisches Jugendrotkreuz im Österreichischen Roten Kreuz. Mit der Zunahme von Outdoor-Aktivitäten wie Canyoning oder Rafting spezialisiert sich die ÖWR unter anderem auf die Rettung aus Wildwassergefahren.

- In der Schweiz wird die Wasserrettung von der Schweizerischen Lebensrettungs-Gesellschaft (SLRG) durchgeführt. Sie führt unter anderem auch den Seenotrettungsdienst auf der schweizerischen Seite des Bodensees durch.

International wird die Wasserrettung durch die ILS (International Live Saving Federation) vertreten.